# Liste des films colombiens sortis dans les années 1990
Cette liste répertorie les longs-métrages du cinéma colombien concernant la fiction, l'animation et les documentaires sortis dans les années 1990.
| Type         | Titre original                                                            | Titre français               | Réalisateur                                     | Année |
| ------------ | ------------------------------------------------------------------------- | ---------------------------- | ----------------------------------------------- | ----- |
| Fiction      | Amar y vivir                                                              | -                            | Carlos Duplat                                   | 1990  |
| Fiction      | Canturrón                                                                 | -                            | Gonzalo Mejía                                   | 1990  |
| Documentaire | Espacios de fuga                                                          | -                            | Fernando Ramírez                                | 1990  |
| Documentaire | Kantus, el último viaje de una guajira                                    | -                            | Francisco Norden                                | 1990  |
| Documentaire | La elección                                                               | -                            | Felipe Paz                                      | 1990  |
| Documentaire | Las otras guerras de la coca                                              | -                            | Patricia Castaño, Adelaida Trujillo             | 1990  |
| Fiction      | María Cano                                                                | -                            | Camila Loboguerrero                             | 1990  |
| Documentaire | Odilia y sus compas 'medicina tradicional pijao                           | -                            | Roberto Triana Arenas                           | 1990  |
| Fiction      | Rodrigo D : No Futuro                                                     | Rodrigo D - Futur : Néant    | Victor Gaviria                                  | 1990  |
| Documentaire | Yo te tumbo, tú me tumbas                                                 | -                            | Victor Gaviria                                  | 1990  |
| Fiction      | Confesión a Laura                                                         | -                            | Jaime Osorio Gómez                              | 1991  |
| Fiction      | Conversación con el hombre del armario                                    | -                            | Jorge Echeverri                                 | 1991  |
| Fiction      | El encanto del regreso                                                    | -                            | Emilio Óscar Alcalde, Marina Arango Valencia    | 1991  |
| Documentaire | Laura dejó el fierro                                                      | -                            | Felipe Paz                                      | 1991  |
| Fiction      | Un hombre y una mujer con suerte                                          | -                            | Gustavo Nieto Roa                               | 1991  |
| Documentaire | Alarma en San Agustín                                                     | -                            | Emilio Óscar Alcalde                            | 1992  |
| Fiction      | El secuestro                                                              | -                            | Gustavo Medina Tafur                            | 1992  |
| Documentaire | La ruta de Bolívar, perfil de un continente                               | -                            | Francisco Norden                                | 1992  |
| Documentaire | Macondo, sinfonía caribeña                                                | -                            | Raúl García R. Jr                               | 1992  |
| Documentaire | Nuestra película                                                          | -                            | Luis Ospina                                     | 1992  |
| Documentaire | Secuestro                                                                 | -                            | Camila Motta                                    | 1992  |
| Documentaire | Álvaro mutis o la palabra bifronte                                        | -                            | Roberto Triana Arenas                           | 1993  |
| Fiction      | Cenizas de amor                                                           | -                            | Pablo Mora Calderón                             | 1993  |
| Fiction      | El ausente                                                                | -                            | William González                                | 1993  |
| Documentaire | En los criollos años sesenta                                              | -                            | María Elvira Talero                             | 1993  |
| Fiction      | La estrategia del caracol                                                 | La Stratégie de l'escargot   | Sergio Cabrera                                  | 1993  |
| Fiction      | La pequeña maldición de tener este cuerpo                                 | -                            | Juan Fernando Devis Ocampo                      | 1993  |
| Fiction      | Nieve tropical                                                            | -                            | Ciro Durán                                      | 1993  |
| Documentaire | Nukak Maku: los últimos nómadas verdes                                    | -                            | Carlos Rendón Zipagauta, Jean Christophe Lamy   | 1993  |
| Documentaire | Voces desde la orilla                                                     | -                            | Gabriel Vieira, William Villa                   | 1993  |
| Fiction      | Águilas no cazan moscas                                                   | -                            | Sergio Cabrera                                  | 1994  |
| Documentaire | Bogotá en la mira                                                         | -                            | Mady Samper                                     | 1994  |
| Documentaire | Bogotá ya no es la misma                                                  | -                            | Mady Samper                                     | 1994  |
| Documentaire | Cartagena¸ la heroica de indias                                           | -                            | Enrique Cabellos B.                             | 1994  |
| Documentaire | Cuarenta años de la televisión colombiana                                 | -                            | Patricia Castaño, Adelaida Trujillo             | 1994  |
| Documentaire | Diseños                                                                   | -                            | Paula Gaitán                                    | 1994  |
| Documentaire | El ascensorista                                                           | -                            | Jorge Echeverri                                 | 1994  |
| Fiction      | El hombre honrado                                                         | -                            | Luís Fernando López Cardona                     | 1994  |
| Documentaire | El mundo rotundo de fernando                                              | -                            | Patricia Castaño, Adelaida Trujillo             | 1994  |
| Documentaire | La chicha bebida ancestral                                                | -                            | Mady Samper                                     | 1994  |
| Fiction      | La gente de la universal                                                  | -                            | Felipe Aljure                                   | 1994  |
| Documentaire | León de Greiff¸ cien años de amistad                                      | -                            | Mauricio Beltrán Quintero                       | 1994  |
| Fiction      | Los buenos servicios                                                      | -                            | Luis Alberto Orjuela                            | 1994  |
| Documentaire | Lucho Bermúdez                                                            | -                            | Emilio Óscar Alcalde                            | 1994  |
| Documentaire | A la rueda rueda de paz y candela                                         | -                            | José Miguel Restrepo, Ana Victoria Ochoa        | 1995  |
| Fiction      | Amores ilícitos                                                           | -                            | Heriberto Fiorillo                              | 1995  |
| Fiction      | Anduriña                                                                  | -                            | Gustavo Medina Tafur                            | 1995  |
| Fiction      | Bésame mucho                                                              | -                            | Philippe Toledano                               | 1995  |
| Fiction      | Bituima 1780                                                              | -                            | Luís Alberto Restrepo                           | 1995  |
| Documentaire | Colombia elemental (el trompo¸ la arepa y la corbata)                     | -                            | Diego García Moreno                             | 1995  |
| Fiction      | El alma del maíz                                                          | -                            | Patricia Restrepo                               | 1995  |
| Fiction      | El reino de los cielos                                                    | -                            | Patricia Cardoso                                | 1995  |
| Documentaire | Infierno inolvidable                                                      | -                            | Luís Alfredo Sánchez                            | 1995  |
| Documentaire | Los hombres del manguare                                                  | -                            | Freddy Gutiérrez Contreras                      | 1995  |
| Documentaire | Pioneros de la antropología                                               | -                            | Mady Samper                                     | 1995  |
| Documentaire | Sueños de generaciones                                                    | -                            | Ana Isabel Guerrero                             | 1995  |
| Documentaire | Dos visiones de colombia                                                  | -                            | Francisco Norden                                | 1996  |
| Documentaire | Do Wabura¸ adiós río                                                      | -                            | Beatriz Bermúdez                                | 1996  |
| Fiction      | Edipo alcalde                                                             | -                            | Jorge Alí Triana                                | 1996  |
| Documentaire | El sida puede matar el cuerpo mas no el alma                              | -                            | Juan Fernando Devis Ocampo                      | 1996  |
| Fiction      | Ilona llega con la lluvia                                                 | -                            | Sergio Cabrera                                  | 1996  |
| Documentaire | José Asunción Silva                                                       | -                            | Francisco Norden                                | 1996  |
| Fiction      | La mujer del piso alto                                                    | -                            | Ricardo Coral-Dorado                            | 1996  |
| Fiction      | La nave de los sueños                                                     | -                            | Ciro Durán                                      | 1996  |
| Documentaire | Oh vida                                                                   | -                            | Gerardo Otero                                   | 1996  |
| Documentaire | Calicalabozo                                                              | -                            | Jorge Navas                                     | 1997  |
| Documentaire | Ciénaga grande                                                            | -                            | Carlos Rendón Zipagauta                         | 1997  |
| Documentaire | Debor arte siglo XX                                                       | -                            | Silvia Amaya                                    | 1997  |
| Fiction      | La deuda                                                                  | -                            | Manuel José Álvarez, Nicolás Buenaventura Vidal | 1997  |
| Documentaire | Los treinta años de la candelaria                                         | -                            | Juan Guillermo Isaza                            | 1997  |
| Fiction      | Milena                                                                    | -                            | Alejandro Gil                                   | 1997  |
| Documentaire | Mucho gusto                                                               | -                            | Luis Ospina                                     | 1997  |
| Fiction      | No morirás                                                                | -                            | Jorge Alí Triana                                | 1997  |
| Fiction      | Un ángel del pantano                                                      | -                            | Óscar Campo                                     | 1997  |
| Fiction      | Una vida afortunada                                                       | -                            | Patrice Vivancos                                | 1997  |
| Documentaire | Un puente para la danza                                                   | -                            | Marta Isabel Hinojosa, Martín Eduardo Ocampo    | 1997  |
| Fiction      | Amanecer de dos soles                                                     | -                            | Manuel José Quinto Ceballos                     | 1998  |
| Documentaire | Como poner a actuar pájaros                                               | -                            | Erwin Göggel, Sergio Navarro, Victor Gaviria    | 1998  |
| Fiction      | Con los ojos del recuerdo                                                 | -                            | Bernardo Díaz                                   | 1998  |
| Documentaire | Diario en Medellín                                                        | -                            | Catalina Villar                                 | 1998  |
| Documentaire | El entable del cine                                                       | -                            | Óscar Jaime Molina, Ana María Marín Pulgarín    | 1998  |
| Fiction      | El último carnaval: una historia verdadera                                | -                            | Ernesto McCausland                              | 1998  |
| Fiction      | Golpe de estadio                                                          | -                            | Sergio Cabrera                                  | 1998  |
| Fiction      | La vendedora de rosas                                                     | La Petite Marchande de roses | Victor Gaviria                                  | 1998  |
| Fiction      | Posición viciada                                                          | -                            | Ricardo Coral-Dorado                            | 1998  |
| Fiction      | Todo esta oscuro                                                          | -                            | Ana Díez                                        | 1998  |
| Documentaire | Buscando a los arrieros                                                   | -                            | Jorge Mario Álvarez                             | 1999  |
| Documentaire | Colombia horizontal (la cama¸ la hamaca¸ la estera¸ la acera y el ataúd)  | -                            | Diego García Moreno                             | 1999  |
| Documentaire | Cultura cafetera                                                          | -                            | Claudia Milena Hernández                        | 1999  |
| Fiction      | Diástole y sístole                                                        | -                            | Harold Trompetero Saray                         | 1999  |
| Fiction      | Directo chapinero                                                         | -                            | Carlos Mario Urrea                              | 1999  |
| Fiction      | El intruso                                                                | -                            | Guillermo Álvarez                               | 1999  |
| Documentaire | El mundo es plano                                                         | -                            | Carlos Bernal                                   | 1999  |
| Fiction      | El séptimo cielo                                                          | -                            | Juan Fischer                                    | 1999  |
| Fiction      | El sobre verde                                                            | -                            | Luis Felipe Cardona                             | 1999  |
| Fiction      | Es mejor ser rico que pobre                                               | -                            | Ricardo Coral-Dorado                            | 1999  |
| Documentaire | Fragmentos                                                                | -                            | Carlos Santa, Herib Campos-Cerbera              | 1999  |
| Documentaire | Gabriel García Márquez¸ la escritura embrujada                            | -                            | Yves Billon, Mauricio Martínez Cavard           | 1999  |
| Documentaire | Gaitán sí¸ otro no                                                        | -                            | María Valencia Gaitán                           | 1999  |
| Documentaire | La bacanería¸ un estilo de vida                                           | -                            | Hugo González                                   | 1999  |
| Documentaire | La calle es un circo                                                      | -                            | Elisa Álvarez                                   | 1999  |
| Documentaire | Las musas suben el telón enrique grau. Acercamiento a un proceso creativo | -                            | Roberto Triana Arenas                           | 1999  |
| Documentaire | Los hijos del trueno                                                      | -                            | Marta Rodríguez, Lucas Silva                    | 1999  |
| Fiction      | Madrugada                                                                 | -                            | Felipe Paz                                      | 1999  |
| Documentaire | Manizales del alma¸ 150 años                                              | -                            | Jesús Muñoz                                     | 1999  |
| Fiction      | Rizo                                                                      | -                            | Julio Sosa Pietri                               | 1999  |
| Fiction      | Soplo de vida                                                             | -                            | Luis Ospina                                     | 1999  |
| Documentaire | Totó la momposina¸ una voz para colombia                                  | -                            | Catalina Villar                                 | 1999  |
| Fiction      | Utopía 1999                                                               | -                            | Raúl Arango Gómez                               | 1999  |